# Fogaras nemzetközi InterCity
A Fogaras nemzetközi InterCity (Romániában Făgăraș InterRegio) egy a MÁV és a CFR Călători által közlekedtetett InterCity vonat (vonatszám: IC 74/75), amely Budapest és Brassó között közlekedik.

## Története
A 2018/2019-es menetrendváltástól közlekedik Lőkösháza felé. Korábban Transsylvania néven közlekedett. Útvonala és időtartalma változatlan maradt.

## Vonatösszeállítás
A vonatot Budapest és Kürtös között általában a MÁV 480 sorozatú (Bombardier TRAXX) mozdonya vontatja. Kürtöstől Brassóig a CFR mozdonyai továbbítják.
Vonatösszeállítás 2023. november 20-ától:
| Kocsiszám | Típus                            | Útirány               |
| --------- | -------------------------------- | --------------------- |
|           | START 480 villanymozdony         | Budapest – Kürtös     |
|           | CFR villanymozdony               | Kürtös – Piski        |
|           | CFR dízelmozdony                 | Piski – Brassó        |
| 435       | START Bmz (fülkés másodosztályú) | Budapest – Brassó     |
| 434       | START Bmz (fülkés másodosztályú) | Budapest – Brassó     |
| 21        | START Bmz (fülkés másodosztályú) | Budapest – Békéscsaba |
| 31        | START Bd (fülkés másodosztályú)  | Budapest – Békéscsaba |
| 32        | START Bd (fülkés másodosztályú)  | Budapest – Békéscsaba |
| 33        | START Bd (fülkés másodosztályú)  | Budapest – Békéscsaba |

| Kocsiszám | Típus                            | Útirány               |
| --------- | -------------------------------- | --------------------- |
|           | CFR dízelmozdony                 | Brassó – Piski        |
|           | CFR villanymozdony               | Piski – Kürtös        |
|           | START 480 villanymozdony         | Kürtös – Budapest     |
| 33        | START Bd (fülkés másodosztályú)  | Békéscsaba – Budapest |
| 32        | START Bd (fülkés másodosztályú)  | Békéscsaba – Budapest |
| 31        | START Bd (fülkés másodosztályú)  | Békéscsaba – Budapest |
| 21        | START Bmz (fülkés másodosztályú) | Békéscsaba – Budapest |
| 434       | START Bmz (fülkés másodosztályú) | Brassó – Budapest     |
| 435       | START Bmz (fülkés másodosztályú) | Brassó – Budapest     |

## Útvonala
- Budapest-Keleti
- Szolnok
- Kétpó (csak Budapest felé)
- Mezőtúr
- Gyoma
- Csárdaszállás (csak Brassó felé)
- Mezőberény
- Murony
- Békéscsaba
- Kétegyháza
- Lőkösháza
- Curtici (Kürtös) ( Románia)
- Arad
- Radna (Óradna)
- Savirsin (Soborsin)
- Ilia (Marosillye)
- Deva (Déva)
- Simeria (Piski)
- Orastie (Szászváros)
- Vintu De Jos (Alvinc)
- Sebes Alba (Szászsebes)
- Sibiu (Nagyszeben)
- Fagaras (Fogaras)
- Codlea (Feketehalom)
- Braşov (Brassó)